# Джек Шолдер
Джек Шолдер (англ. Jack Sholder; нар. 8 червня 1945) — американський режисер, найбільш відомий своїми роботами в жанрі фільмів жахів, зокрема «Один у темряві», «Кошмар на вулиці В’язів 2: Помста Фредді», «Прихований ворог» і «Виконавець бажань 2».
У коментарі до «Прихованого ворога» на DVD Джек Шолдер стверджує, що його улюблений режисер — Жан Ренуар.

## Життя та кар'єра
Джек Шолдер народився 8 червня 1945 року в Філадельфії. Вивчав англійську літературу, але під час навчання в коледжі закохався кіно. Зняв низку короткометражних фільмів, один із яких «Вечірка в саду» (1973), заснований на оповіданні Кетрін Менсфілд. У фільмі зіграли Джессіка Харпер, Беатріс Стрейт і Трейсі Волтер. В інтерв’ю 2020 року Шолдер заявив, що «Вечірка в саду» показує «режисера, яким я хотів бути, а не того, куди мене занесла доля».
Після закінчення коледжу Шолдер переїхав до Нью-Йорка з планами стати монтажером. Через спільного друга він познайомився з Робертом Шейом з New Line Cinema, для якого регулярно монтував трейлери, іноземні фільми та титри. Після того, як «П’ятниця, 13-е» стала хітом, New Line Cinema хотіла зняти власний фільм жахів. Тоді Шолдеру спала на думку ідея фільму «Один у темряві», який він зрежисирував та написав для нього сценарій.
Пізніше Шолдер зняв «Кошмар на вулиці В'язів, частина 2: Помста Фредді» для New Line Cinema, який мав комерційний успіх. Йому пропонували "майже кожен сценарій жахів у Голлівуді", як він каже в інтерв'ю 2020 року. Але Шолдер більше не хотів знімати фільми жахів. New Line запропонувала йому «Прихованого ворога», гібрида поліцейського бойовика, триллера та наукової фантастики. «Прихований ворог» довів, що Шолдер мав хист до бойовиків. Хоча він не мав комерційного успіху, він був візитною карткою Шолдера. Як він сказав в одному з інтерв'ю: «Він пройшов всі випробування, наче мав стати величезним хітом. (...) Але фільм так і не прорвався. Усі в Голлівуді його полюбили. Я був популярним режисером близько півроку. (...) Потім все почало охолоджуватися, і я зрозумів, що мушу зняти фільм». Саме тоді Шолдер прийняв пропозицію Universal створити «Ренегатів».
У вересні 2004 року він приєднався до професорсько-викладацького складу Університету Західної Кароліни на кафедрі сцени та екрану, вийшовши на пенсію у 2017 році.

## Фільмографія

### Фільми
| Рік  | Назва                                    | Режисер | Сценарист | Примітка               |
| ---- | ---------------------------------------- | ------- | --------- | ---------------------- |
| 1973 | The Garden Party                         | Так     | Так       | короткометражний фільм |
| 1982 | Один у темряві                           | Так     | Так       |                        |
| 1985 | Кошмар на вулиці В'язів 2: Помста Фредді | Так     | Ні        |                        |
| 1986 | Where Are the Children?                  | Ні      | Так       |                        |
| 1987 | Прихований ворог                         | Так     | Ні        |                        |
| 1988 | Історія в'єтнамської війни 2             | Так     | Ні        | телефільм              |
| 1989 | Ренегати                                 | Так     | Ні        |                        |
| 1990 | На світанку                              | Так     | Ні        | телефільм              |
| 1993 | 12:01                                    | Так     | Ні        | телефільм              |
| 1995 | Малювальник 2: Руки, які бачать          | Так     | Ні        | телефільм              |
| 1996 | Покоління Ікс                            | Так     | Ні        | телефільм              |
| 1999 | Виконавець бажань 2: Зло безсмертне      | Так     | Так       |                        |
| 2001 | Арахнід                                  | Так     | Ні        |                        |
| 2002 | Пейджер                                  | Так     | Ні        |                        |
| 2004 | 12 днів жаху                             | Так     | Ні        | телефільм              |

### Серіали
| Рік  | Назва                     | Епізоди                                                         |
| ---- | ------------------------- | --------------------------------------------------------------- |
| 1990 | Байки зі склепу           | «Fitting Punishment» (s2e12)                                    |
| 1990 | Вогонь Ґабріеля           | «To Catch a Con: Part 1» (s1e2) «To Catch a Con: Part 2» (s1e3) |
| 1997 | Золоті крила Пенсаколи    | «Birds of Prey» (s1e6)                                          |
| 1999 | Мортал Комбат: Завоювання | «The Serpent and the Ice» (s1e15)                               |
| 2003 | Тремтіння землі           | «Shriek and Destroy» (s1e13)                                    |

## Зовнішні посилання
- Джек Шолдер на сайті IMDb (англ.)